# Hinzert (concentratiekamp)
SS-Sonderlager/Konzentrationslager Hinzert (Het speciale SS-kamp/concentratiekamp Hinzert) was van 1939 tot januari 1945 een concentratiekamp en doorgangskamp voor uitsluitend mannen, tijdens het nationaalsocialistisch Duitsland. Het nu niet meer bestaande kamp lag bij de gelijknamige plaats in Rijnland-Palts, 30 kilometer van de grens met Luxemburg.

## Geschiedenis

### Tussen 1939 en 1945
Het kamp werd in 1938 opgericht als een verzamelkamp waar burgerarbeiders werden ondergebracht voor de werkzaamheden aan de Westwall en de rijksautobahnen (snelwegen). Het kamp was immers oorspronkelijk opgezet als een Arbeitserziehungslager (een werk- en opvoedingskamp) voor mensen die zich aan de Arbeitseinsatz (arbeidsinzet) hadden onttrokken, de zogenoemde werkweigeraars. Ze werden als dwangarbeiders ingezet om discipline te verkrijgen.
Vanaf 1941 bracht men politieke tegenstanders van het naziregime (de zogenoemde Nacht und Nebel-gevangenen) aan om naast dwangarbeid een drie weken durend heropvoedingsprogramma te ondergaan. Het bijzondere van dit kamp lag hierin dat men controleerde in hoeverre men kon verduitsen. Dit kamp, zoals alle andere concentratiekampen, werd ingericht naar het kampmodel van Dachau met de daaraan verbonden terreur. De democratische grondrechten van de gevangenen en het strafrecht werden buiten werking gesteld.
Her Reichssicherheitshauptamt of het RSHA regelde tussen 1939 en juli 1940 de plaatsing van de gevangenen.
Toen het kamp in 1940 onder de jurisdictie van Theodor Eicke, de inspecteur van de concentratiekampen (Inspekteur der Konzentrationslager und SS-Wachverbände of IKL), kwam te vallen en de bewaking werd overgenomen door de Totenkopfverbände van de SS, werd het kamp een SS-Sonderlager. Het toezicht op het dwangarbeidssysteem en het vermoorden van gevangenen lag bij het IKL. Vanaf dan werd het vaker gebruikt als een zogenaamd transitkamp: gevangenen werden hier tijdelijk ondergebracht om dan overgebracht te worden naar andere concentratiekampen, waar zij veelal de dood vonden. Veel politieke gevangenen uit België, Luxemburg, Nederland en Frankrijk werden hierheen getransporteerd, maar later ook Oost-Europeanen evenals Jehova's getuigen, Sinti en Roma, gelovigen actief in het verzet, Joden en zogeheten beroepsmisdadigers of kapo's. De inspectie van dit kamp werd vanaf medio maart 1942 overgedragen aan het Wirtschaftsverwaltungshauptamt of het WVHA van de SS of onder Heinrich Himmler. Kamp Hinzert kreeg dan de status van Stammlager met een groot netwerk van dertig bijkampen en zestig buitencommando's.
Vanaf 1941 werd het kamp meer en meer gebruikt voor terechtstellingen.
- Herfst 1941: 70 Russische krijgsgevangenen die afkomstig waren uit het kamp Baurnholder werden omgebracht. Zij werden gedood met een cyaankali-injectie en begraven in de omliggende bossen.
- September 1942: 21 Luxemburgers werden doodgeschoten of opgehangen vanwege hun deelname aan een algemene staking. De staking was een reactie op het verplicht inlijven van Luxemburgse mannen voor de Wehrmacht. De plaatselijke bevolking kreeg de gelegenheid de executies mee te maken.
- 25 februari 1944: 25 Luxemburgse verzetsstrijders werden vermoord.

Vanaf 21 november 1944 werd kamp Hinzert een buitenkamp van Buchenwald door de gewijzigde situatie door oprukkende geallieerde troepen. 
Bij een luchtaanval op 22 februari 1945 werd het kamp deels verwoest. De nazi's besloten daarop te beginnen met de ontruiming van het kamp. Tot 3 maart 1945 bleef het kamp operationeel. De resterende gevangenen werden dan op dodenmars gestuurd naar Oberhessen. Het aantal kampdoden schat men op 321. Een groot aantal slachtoffers is nooit meer teruggevonden. In de periode 1939-1945 verbleven er 13.600 gevangenen, velen slechts voor de duur van enkele maanden.

### Na 1945
Het Franse militaire bestuur groef na de bevrijding de slachtoffers van dit kamp op. De geïdentificeerde stoffelijke resten werden gerepatrieerd. In 1950 volgde de totale sloop van het kamp. In de jaren daarna, zijn er diverse monumenten opgericht die herinneren aan de kampjaren.

## Inrichting van het kamp

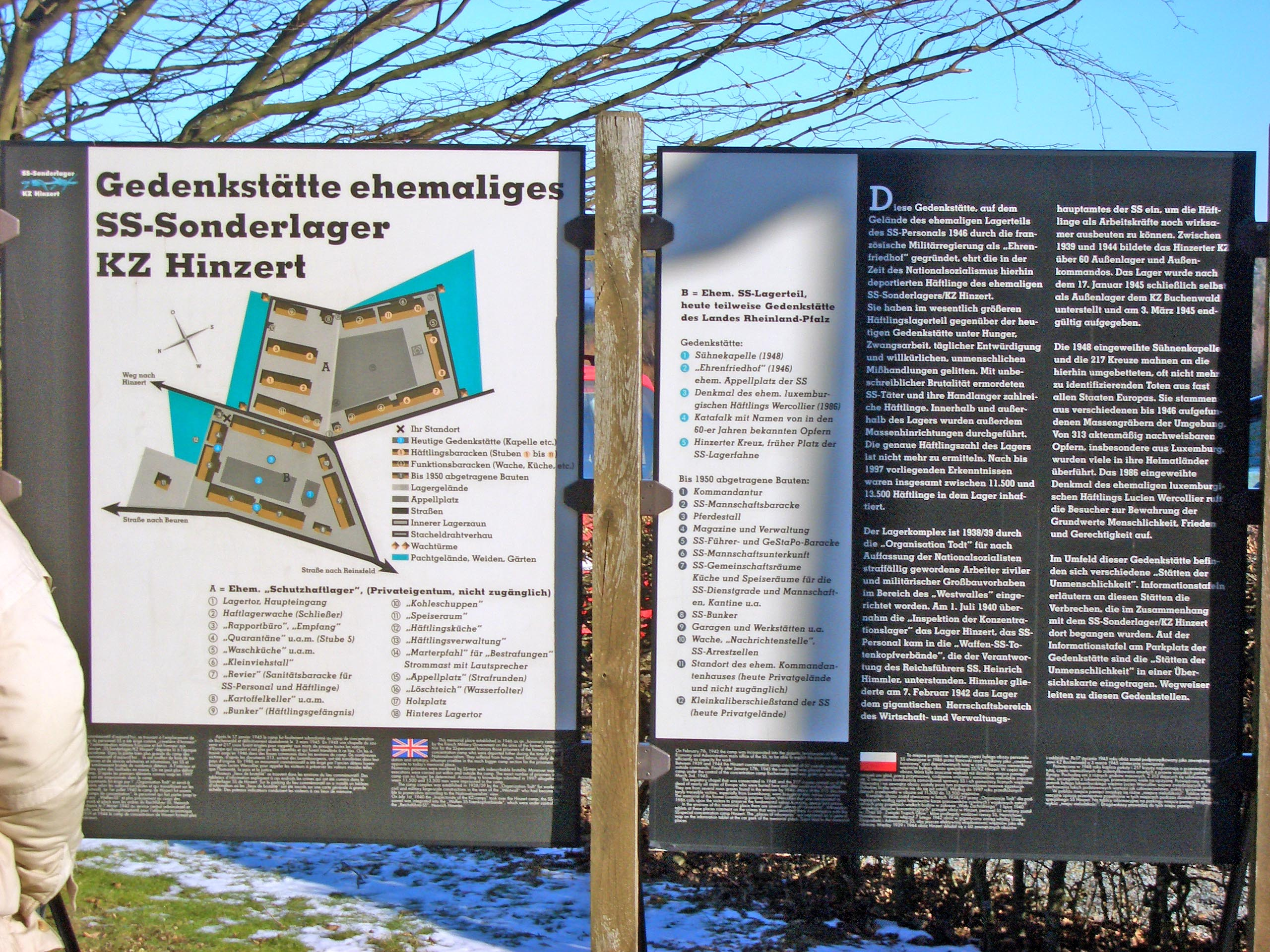
Algemeen plan KZ Hinzert

Het kampterrein met de bijhorende gebouwen bestond uit twee delen. Zuidelijk het zogenoemde gevangeniskamp voor beschermingshechtenis en noordelijk het SS-kampgedeelte gescheiden door een kleine doorgangsstraat die liep van Hinzert tot Reinsfeld. Omheen het gevangeniskamp was een 3,50 m hoge omheining voorzien, met aan de bovenzijde een prikkeldraad. Het hek stond niet onder stroom en er was geen veiligheidszone omheen gebouwd. Rondom het met leisteen beklede appelplein bevonden zich naast de gevangenisbarakken en de dienstruimtes, een bunker met 21 cellen, een martelpaal voor foltering en een brandvijver voor waterfoltering. Gedurende de zes jaar dat het kamp functioneerde, verbleven er ongeveer 13 600 gevangenen. In de barakken konden maximaal 560 personen ondergebracht worden ; verder waren er honderd plaatsen op de ziekenafdeling. Soms was er sprake van een dubbele bezetting. De gevangenen werden gedeporteerd uit ca twintig landen die de nazi's bezet hielden.
Ten noorden van de kampgevangenis lag het SS-kampgedeelte met behuizing voor het kamppersoneel en aansluitende dienstgebouwen. In tegenstelling met het kamp Auschwitz dat eigendom was van de SS, werden de kampterreinen van Hinzert verpacht aan de nazi's. Het SS-deel van het kamp was tegelijkertijd een ontmoetingsplaats van SS-mannen met vrouwen uit de omgeving met voldoende goedkope alcohol. Himmler bedacht voor dit kamp ook een speciale taak. Die bestond erin de omscholing van leden van de Wehrmacht tot kampbewakers.

## Dagelijks leven in het kamp
Doordat de democratische grondrechten van de gevangenen en het strafrecht buiten werking werden gesteld, konden de kampbewakers willekeurig optreden tegen de gevangenen. Honger, dwangarbeid, lijfstraffen en niet aflatende doodsangst vormde de kern van het dagelijks leven in het kamp. De behandeling van de gevangenen was tegelijkertijd vernederend en de-individualiserend. De werkdag van de gevangene ving aan tussen vier uur en half zes 's morgens. 's Morgens sloeg men ter begroeting de gevangenen en moesten zij rondjes lopen rondom de met leisteenpuin voorziene appelplaats. Het hun toegewezen gevangenisnummer moest in het Duits op het appel worden opgezegd. Rond de middag kreeg men een per barak te nuttigen maaltijd van watersoep, een beetje (beschimmeld) brood en als zeldzame extra een paar aardappels. Daarna startte de tweede shift wiens werktijd tot zes uur 's avonds duurde. De gevangenen in Hinzert moesten dwangarbeid verrichten in de steengroeven, de aanleg van de Westwall of de Autobahnen of werden verplicht tewerkgesteld op de omliggende boerderijen. Zware arbeid, ondervoeding en martelingen door bewakers waren voor velen fataal. Door het inzetten van gevangenen in het zogenoemde Wagenkommando vielen veel slachtoffers. Dit hield in dat een twintigtal mensen als vee in een trektuig in looptransporten met zware lasten naar het station van Reinsfeld moest lopen. De zware last had men verschillende keren per dag naar het vier kilometer verderop gelegen station te trekken. Degenen die te langzaam liepen, werden door de bewakers onbarmhartig geslagen. Doordat het station in het centrum van het dorp lag, kon de plaatselijke burgerbevolking deze mishandeling zien en bijgevolg achteraf niet ontkennen met de beruchte woorden: Wir haben es nicht gewußt. Het sterftecijfer bedroeg vanaf het SS-commando (1940) zes tot zeven procent. Door het inzetten van het schier onuitputtelijk aantal dwangarbeiders, konden de weerbare Duitse mannen strijden voor de zogenoemde eindoverwinning.

## Actuele situatie

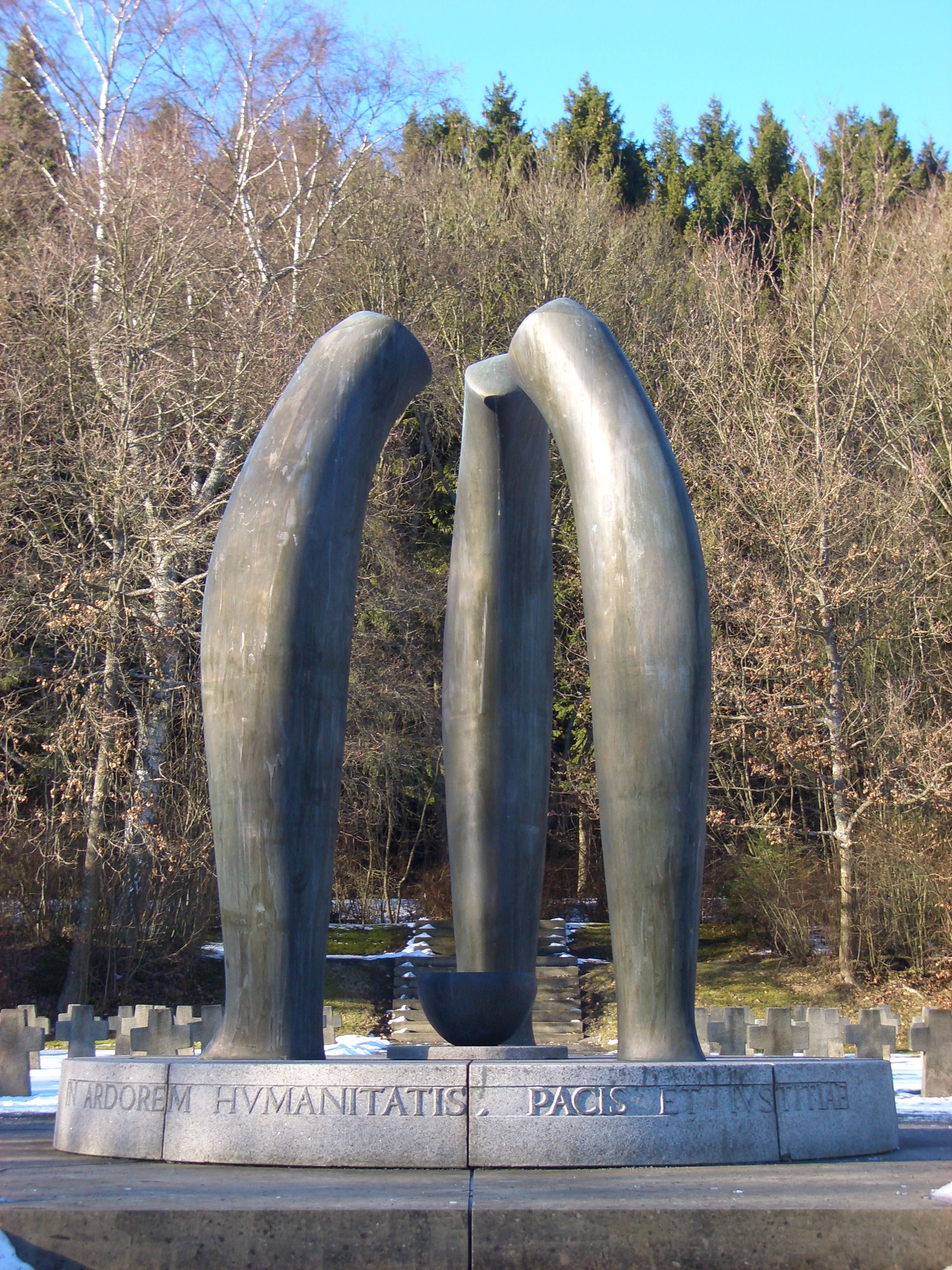
Gedenkteken van Lucien Wercollier

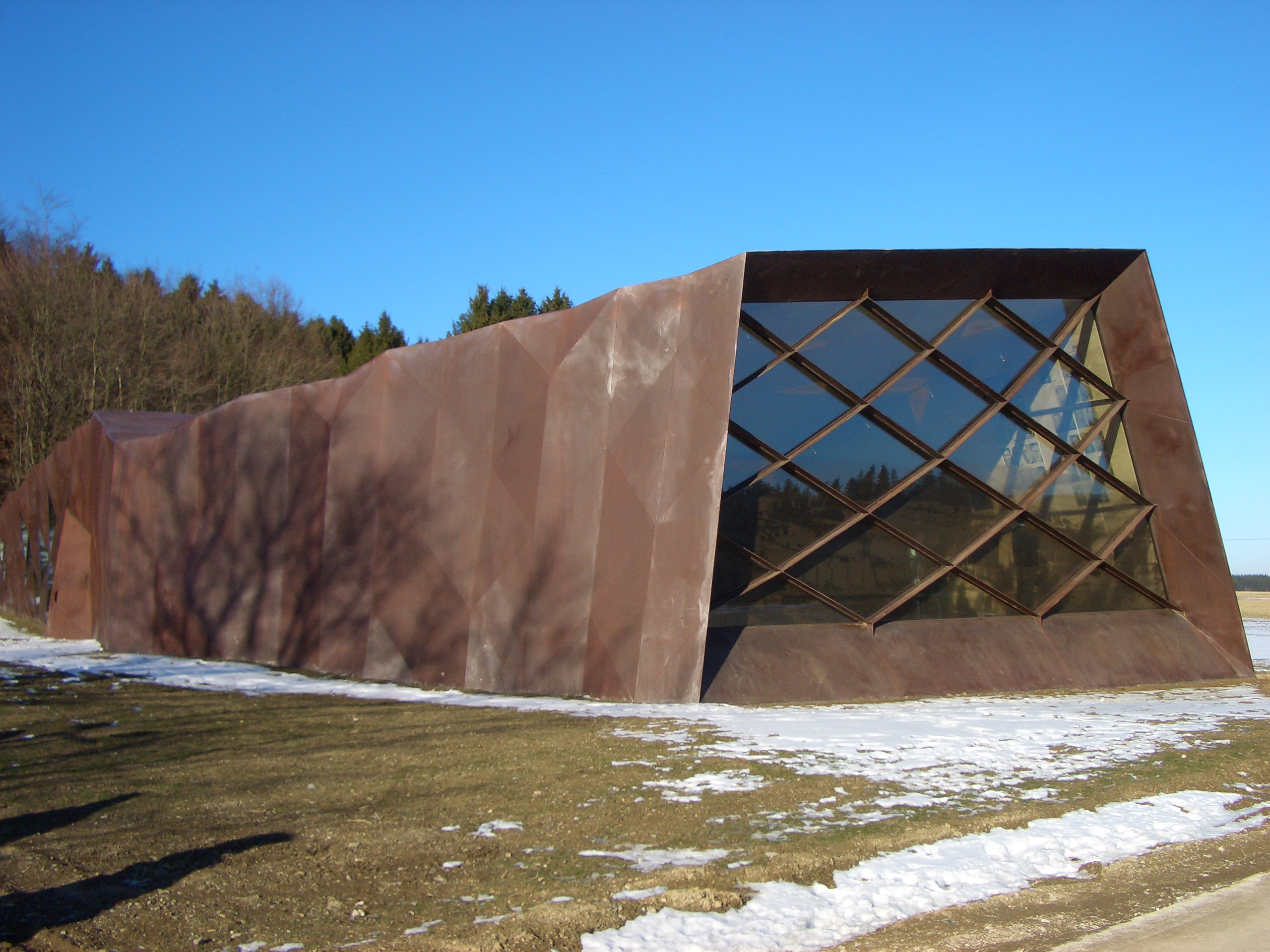
Documentatiecentrum

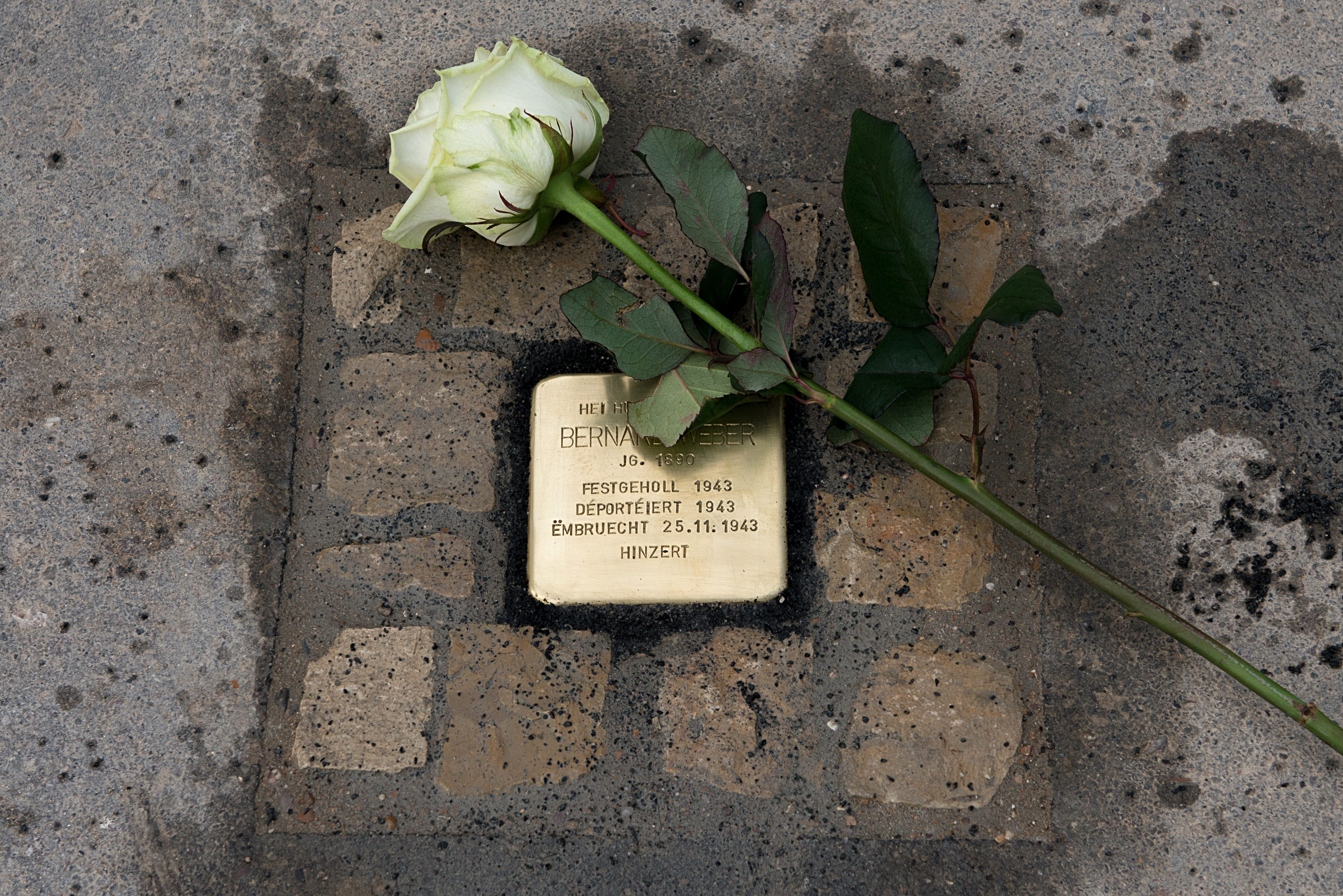
Stolpersteine voor Bernard Weber van Mondorf-les-Bains, Luxemburgs nazi-slachtoffer kamp Hinzert

Het zuidelijk gelegen kampterrein voor de gevangenen werd na de oorlog als privéterrein teruggeven aan de eigenaars en is niet meer toegankelijk. De gebouwen op het voormalig SS-kampterrein werden in 1950 gesloopt. Dit terrein is ingericht als gedenkplaats van de deelstaat Rijnland-Palts met een aantal opmerkelijke gebouwen en beeldhouwwerken met name: de boetekapel (1948), het Erekerkhof op de voormalige appelplaats van de SS, een monument van de voormalige Luxemburgse gevangene Wercollier (1986) met als titel Durchdringen von menschlichkeit, Frieden und Gerechtigkeit, een katafalk met de namen van de 321 slachtoffers die in de jaren zestig bekend waren, het Hinzerter kruis op de vroegere plaats van de SS-kampvlag en een documentatiecentrum.

## Namen van enkele gevangenen
- Victor Abens (1912–1993), Luxemburgse politicus en industrieel, lid Europees Parlement (1979-1989)
- Jacques Arthuys (1894–1943), Franse wetenschapper en journalist; had een leidende functie in het Frans verzet; stierf op 8 augustus 1943 in het ziekenhuis van Hermeskeil
- Jean-Pierre „Jhemp“ Bertrand (1921–2008), Luxemburgs politicus
- Pierre Biermann (1901–1981), Luxemburgse professor en schrijver
- Nicolas Birtz (1922–2006), Luxemburgse politicus en sportman (deelname Olympische Spelen van 1948)
- Léon Bollendorff (1915–2011), Luxemburgse politicus, filosoof en filoloog
- Georg Buch (1903–1995), Duitse politicus (SPD), Voorzitter van de Hessische landtag, burgemeester van Wiesbaden (1960-1968)
- Christian Calmes (1913–1995), Luxemburgse jurist, historicus en auteur
- Louis Cartan (1909–1943), Franse wetenschapper; op 3 december 1943 omgekomen in de gevangenis van Wolfenbüttel
- Jean Crouan (1906–1985), Franse politicus; werd op 29 april 1945 in het KZ Dachau bevrijd
- Eugène Auguste Collart (1890–1978), Luxemburgse industrieel, politicus, diplomaat en auteur
- Jean Daligault (1899–1945), Franse geestelijke en kunstenaar, lid van het verzet
- Michel Edvire (1923–1943), Frans verzetsstrijder; werd op 7 december 1943 in Keulen terechtgesteld
- Pierre Frieden (1892–1959), Luxemburgse politicus en auteur; minister en minister-president van Luxemburg
- Maurice Jubert (1907–1943) Franse weerstander; op 22 februari 1943 omgekomen in de gevangenis in Saarbrücken
- Robert Krieps (1922–1990), Luxemburgse politicus, minister en lid Europees Parlement
- Jean Muller (1909–1976), Voorzitter van de Luxemburgse padvinders
- Tony Noesen (21. August 1905 – 25. Februar 1944); Luxemburgse padvinder, in Sonderlager Hinzert terechtgesteld
- Luigi Peruzzi (1910–1993), uit Italië stammende Luxemburgse weerstander; getuige in het proces tegen kampcommandant Paul Sporrenberg
- Césaire Anne Jean de Poulpiquet (1903–1943), vluchtelingenhelper voor de geallieerde Polen in Frankrijk; op 3 juli 1943 in het KZ-Hinzert geïnterneerd, op 5 augustus 1943 gestorven in Wittlich
- Alphonse „Foni“ Tissen (1909–1975), Luxemburgse kunstleraar en kunstschilder
- Lucien Wercollier (1908–2002), Luxemburgse beeldhouwer

## Kampcommandanten
| datum                        | naam                         | functie | toestand na 1945                                                         |
| ---------------------------- | ---------------------------- | --- | ------------------------------------------------------------------------ |
| oktober 1939 - december 1941 | Hermann Pister (1885-1948)   | werd in 1942 commandant van kamp Buchenwald | overleed in 1948 tijdens zijn voorlopige hechtenis                       |
| december 1941 - april 1942   | Egon Zill (1906-1974)        | was voorheen Erster Schutzhaftlagerführer in Dachau; na zijn functie in Hinzert, plaatsvervangend commandant van kamp Natzweiler-Struthof | veroordeeld tot levenslange gevangenisstraf; in 1955 omgezet tot 15 jaar |
| april 1942 - januari 1945    | Paul Sporrenberg (1896-1961) | voerde het bevel over het kamp tot halverwege januari 1945; vluchtte in een opgevorderde personenwagen; de psychisch labiele Sporrenberg was de wreedste van de drie; onder zijn bevel vonden de meeste massamoorden en executies plaats met doelgerichte ontmoediging van vooral joodse gevangenen | werd in 1960 gearresteerd en stierf in 1961 nog voor zijn proces         |

In het boek Soldiers of Evil: The Commandants of the Nazi Concentration Camps,1988, onderzocht Tom Segev systematisch de psychologie van kampcommandanten. Hij kwam tot dit resultaat: Ze waren middelmatige mensen zonder fantasie, moed of initiatief. Zij worden niet gekenmerkt door de banaliteit van het kwaad, maar eerder door hun innerlijke identificatie met dit kwaad. Bij het bestuderen van hun SS-persoonsgegevens kan in geen geval een psychologisch patroon worden gevonden.

## Afbeeldingen

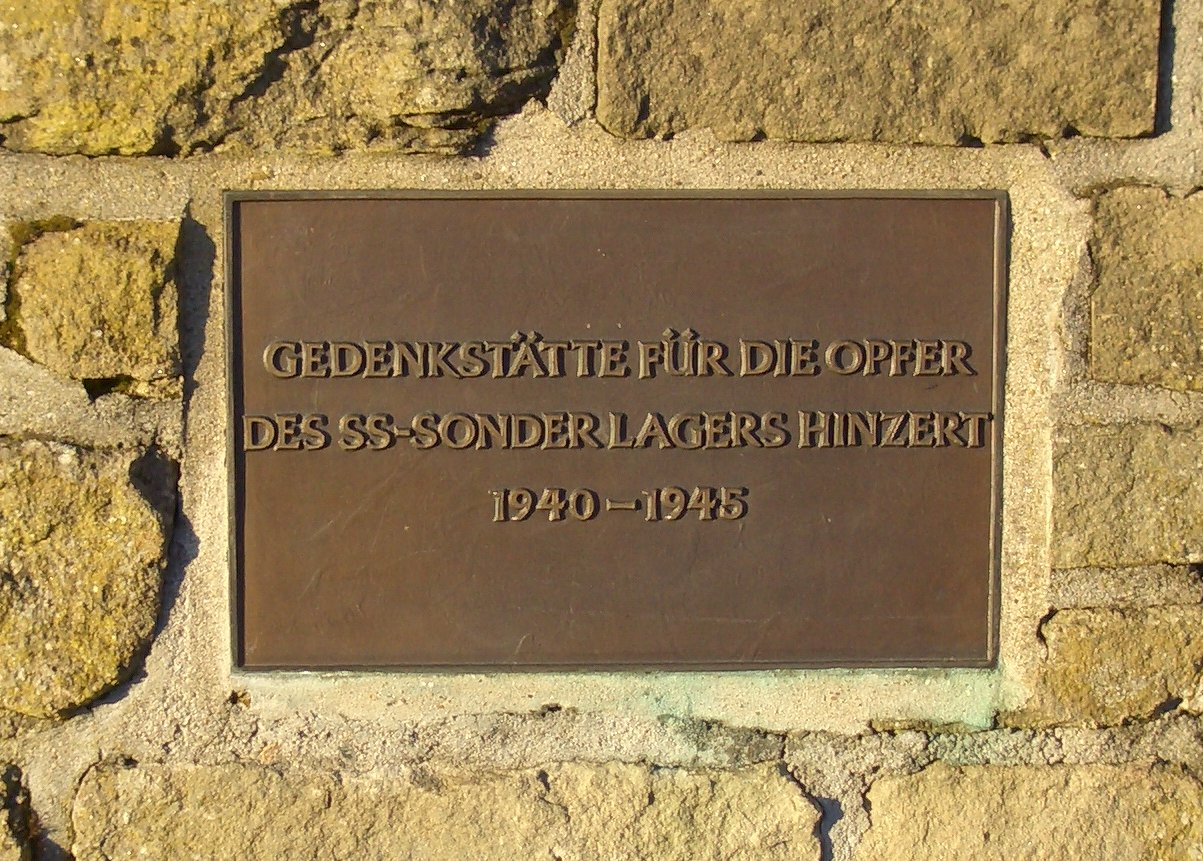
Plaket aan de inkom
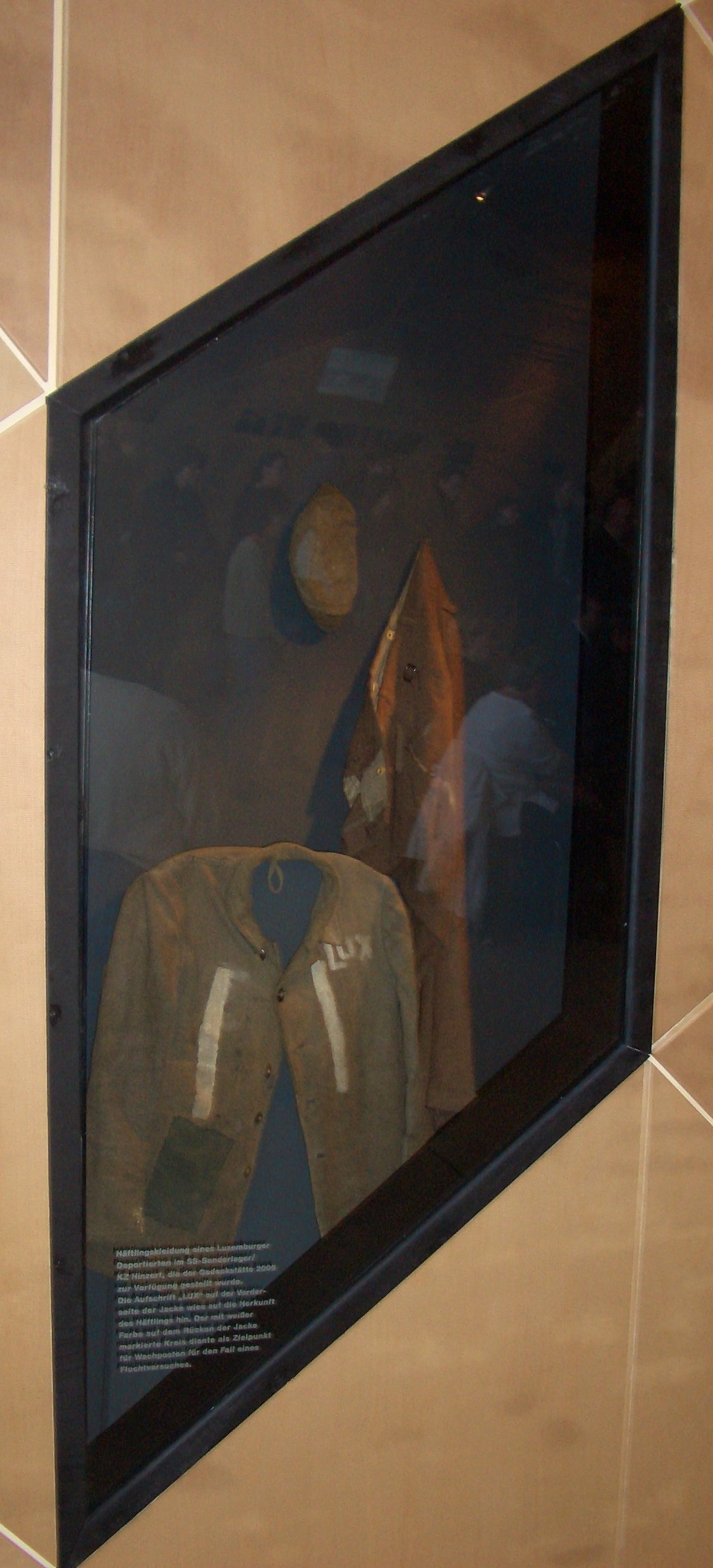
Kledij van een gevangene uit Luxemburg in het documentatiecentrum
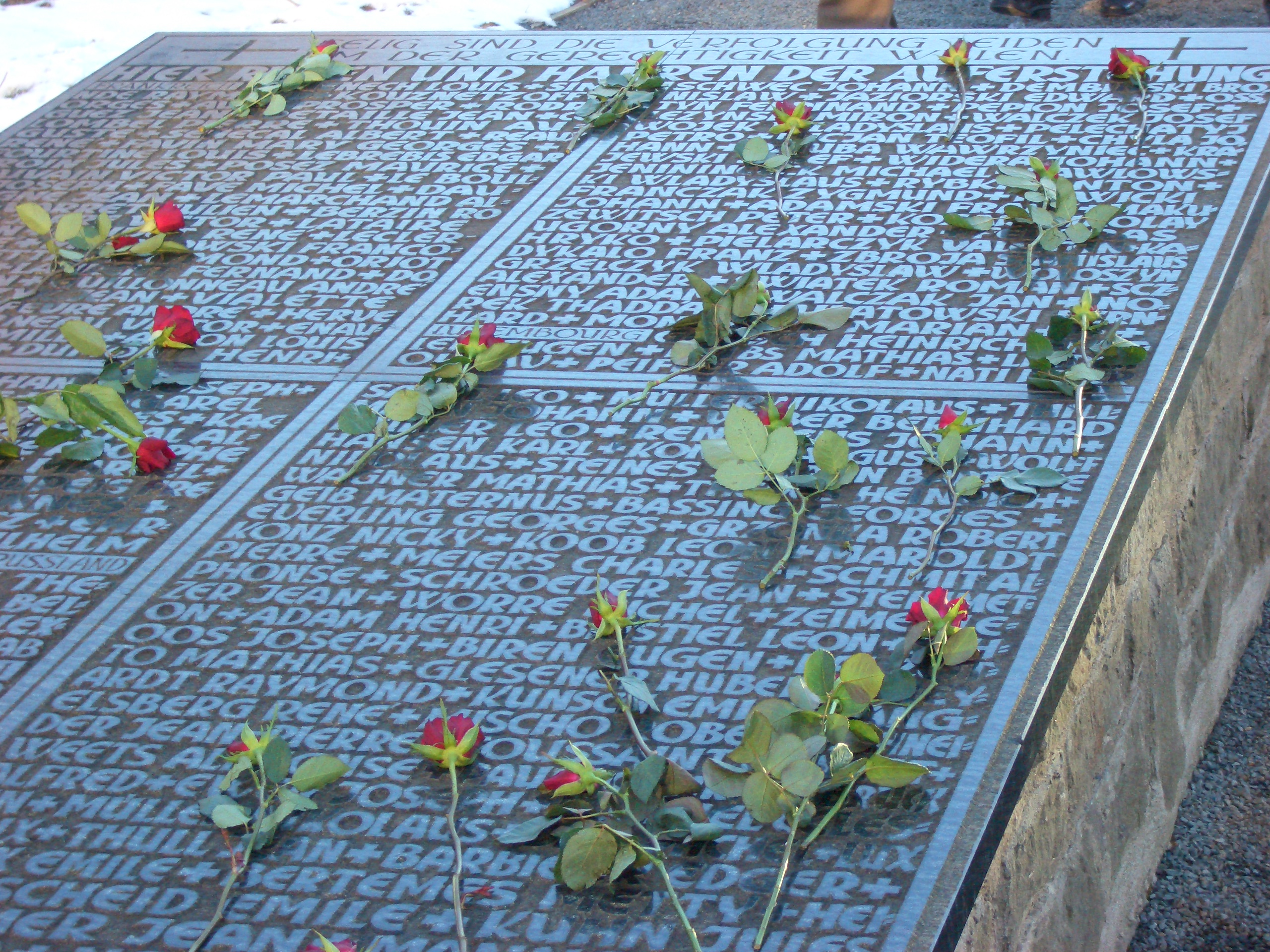
Katafalk voor 321 gedode mensen
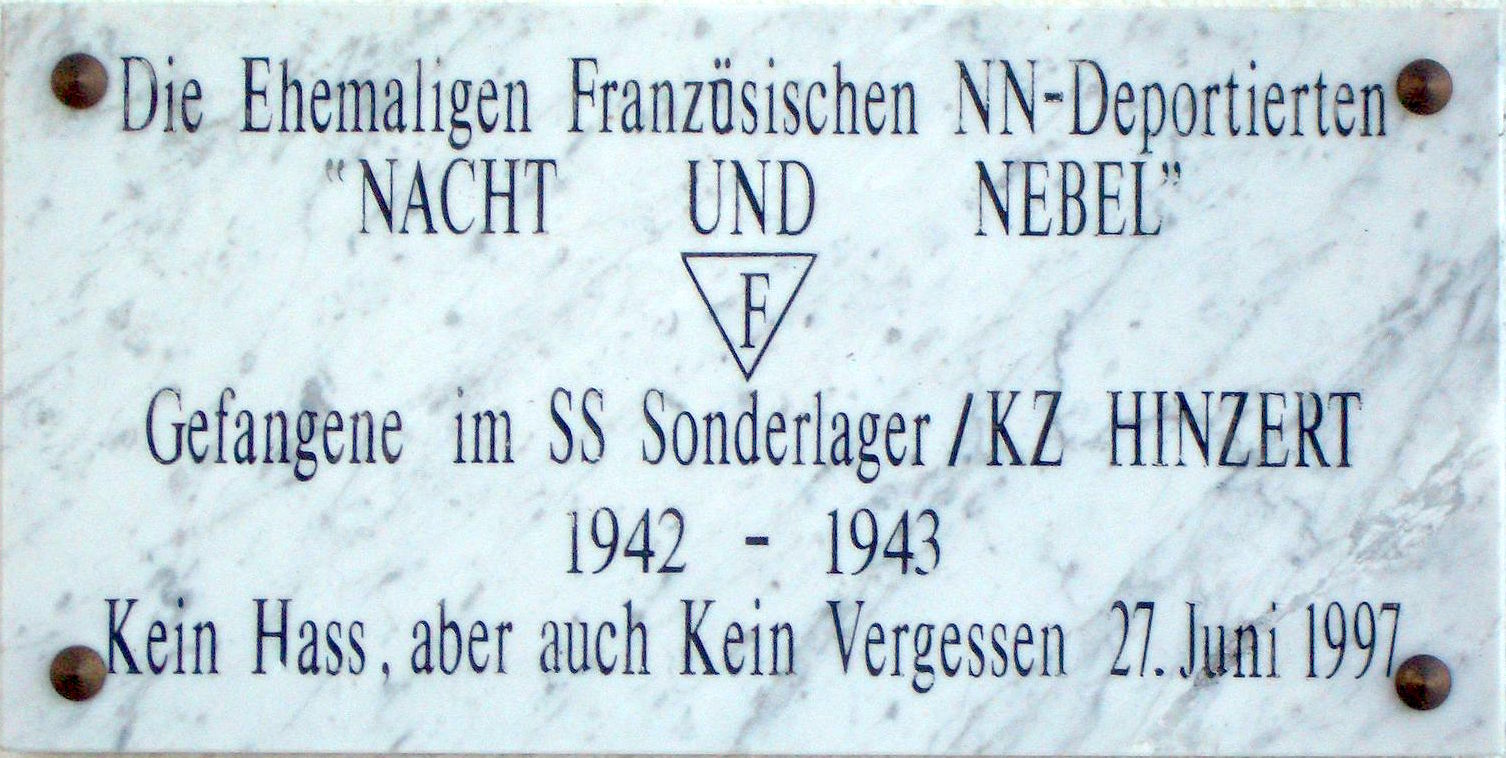
Plaket voor de Franse overlevenden
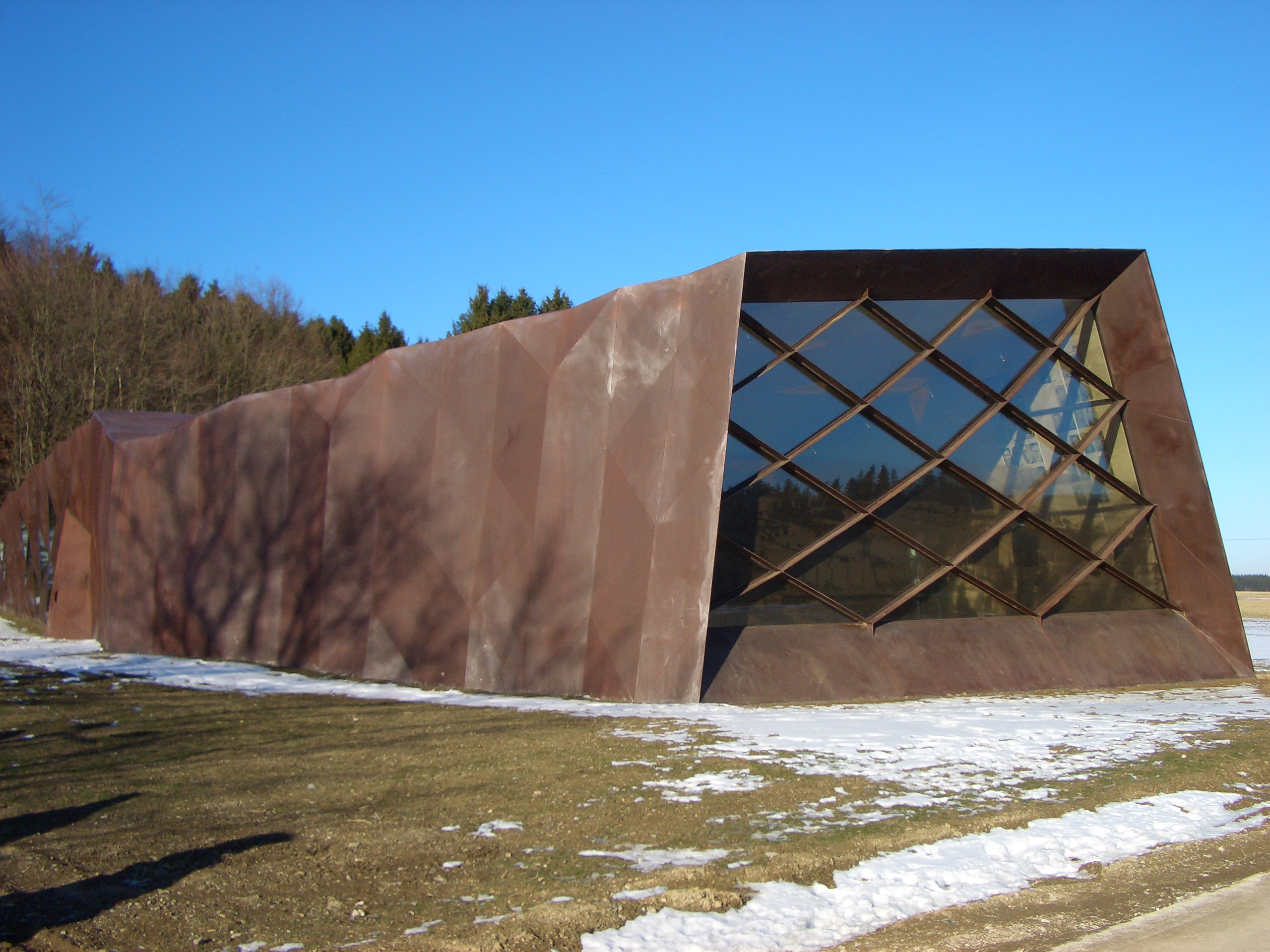
documentatiecentrum
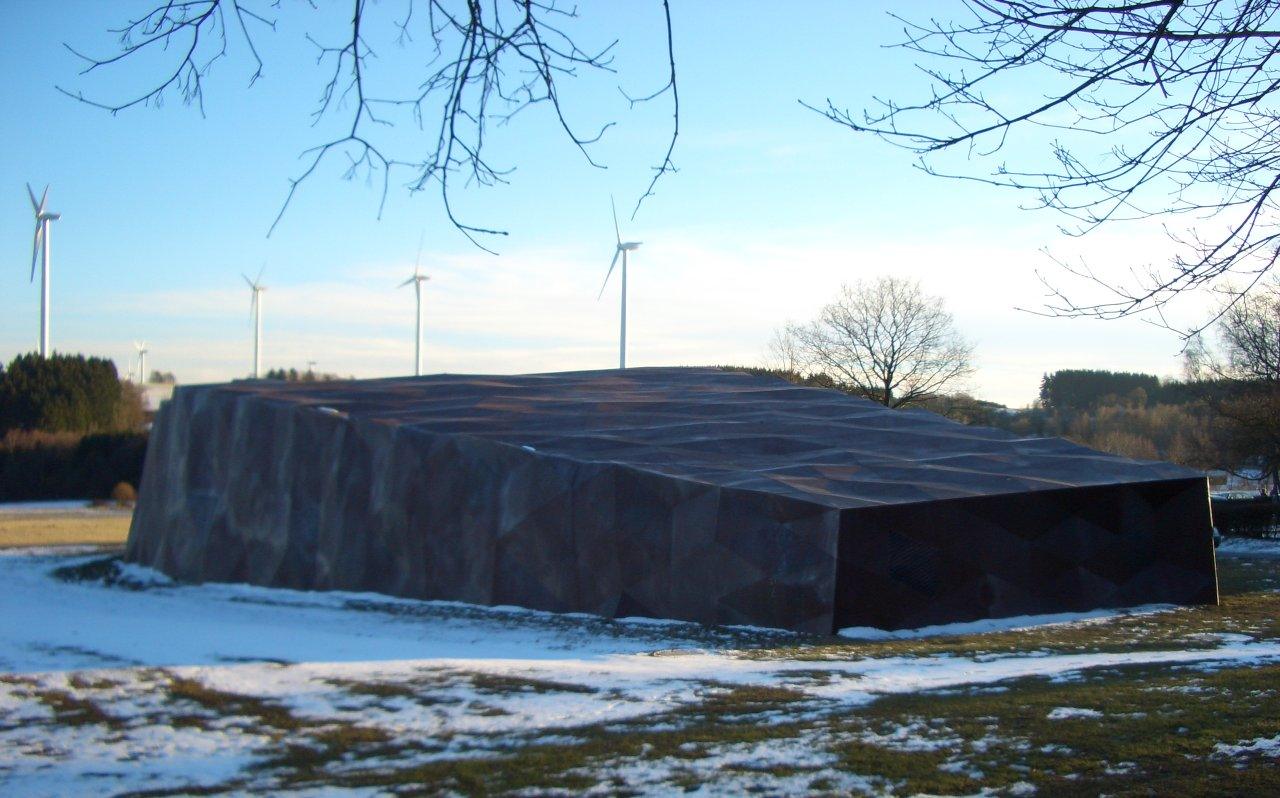
documentatiecentrum van achter gezien
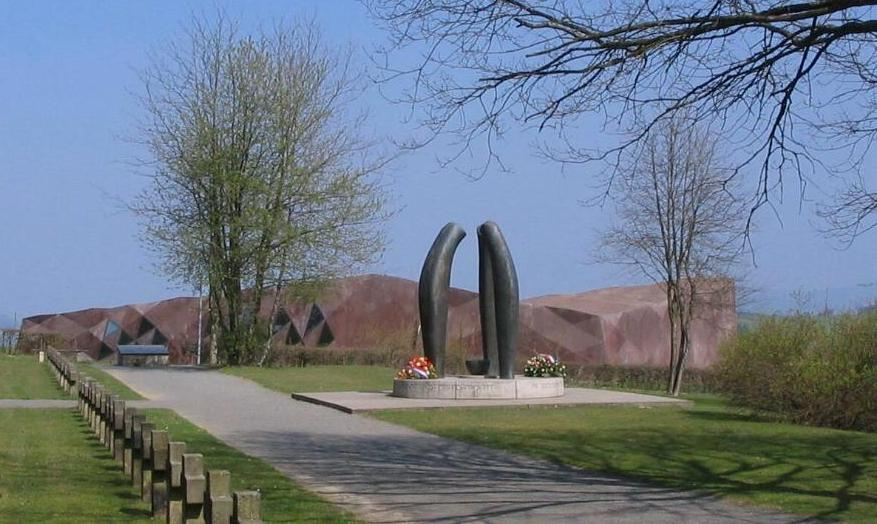
Gedenkteken aan het documentatiecentrum
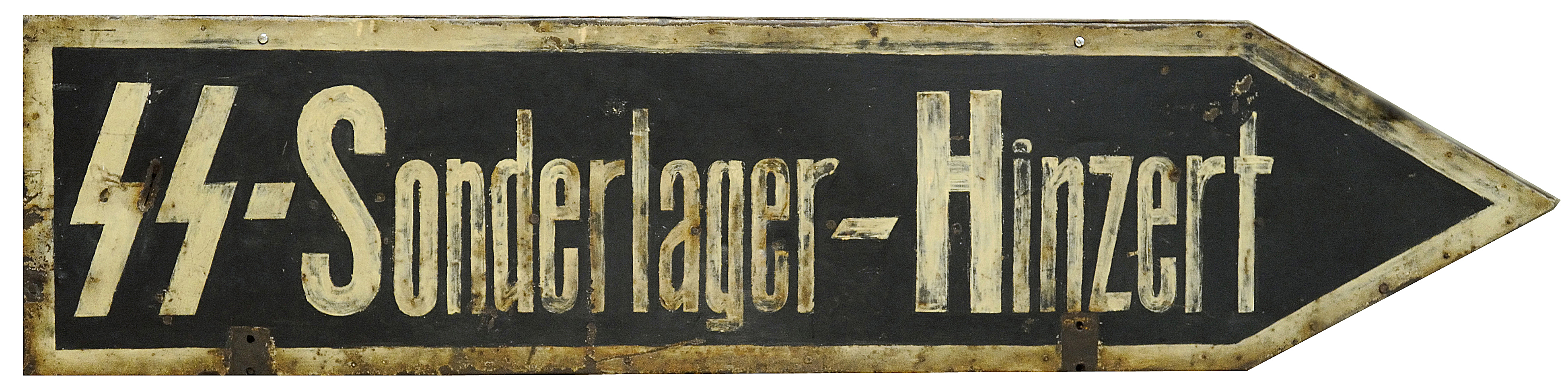
Straatnaambord, nu in het nationale weerstandsmuseum in Esch/Alzette, Luxemburg

Alfabetisch op naam.  Indien een kamp meerdere rollen had, staat het in de "hoogste" groep.
Zie ook: Lijst van naziconcentratiekampen · Jappenkampen in Nederlands-Indië · Lijst van jappenkampen